# Phelister testudo
Phelister testudo är en skalbaggsart som beskrevs av Lewis 1908. Phelister testudo ingår i släktet Phelister och familjen stumpbaggar. Inga underarter finns listade i Catalogue of Life.